# هابل (فلم)
هابل (بالإنجليزية: Hubble) هو فيلم وثائقي تم إنتاجه في كندا والولايات المتحدة وصدر في سنة 2010. الفيلم من إخراج وكتابة توني مايرز.

## الميزانية والإيرادات
حقق أرباحا تقدر بـ 55,142,898 دولار.

## وصلات خارجية
- مقالات تستعمل روابط فنية بلا صلة مع ويكي بيانات